# Liste der Monuments historiques in Pont-Sainte-Maxence
Die Liste der Monuments historiques in Pont-Sainte-Maxence führt die Monuments historiques in der französischen Gemeinde Pont-Sainte-Maxence auf.

## Liste der Bauwerke
| Bezeichnung                         | Beschreibung              | Standort | Kennzeichnung | Schutzstatus | Datum | Bild           |
| ----------------------------------- | ------------------------- | -------- | ------------- | ------------ | ----- | -------------- |
| Barrage mobile Derôme de Sarron     | Erbaut 1906               |          | PA60000088    | Inscrit      | 1914  |                |
| Brunnen der ehemaligen Abtei Moncel | Erbaut im 14. Jahrhundert | (Lage)   | PA00114819    | Inscrit      | 1933  | weitere Bilder |
| Fundstelle des Neolithikums         |                           |          | PA60000011    | Inscrit      | 1998  |                |
| Kirche St-Lucien in Sarron          | Erbaut im 12. Jahrhundert | (Lage)   | PA00135575    | Inscrit      | 1995  | weitere Bilder |
| Kirche Ste-Maxence                  | Erbaut im 16. Jahrhundert | (Lage)   | PA00114818    | Classé       | 1921  | weitere Bilder |

## Liste der Objekte
- Monuments historiques (Objekte) in Pont-Sainte-Maxence in der Base Palissy des französischen Kultusministeriums